# Mesas del Corral

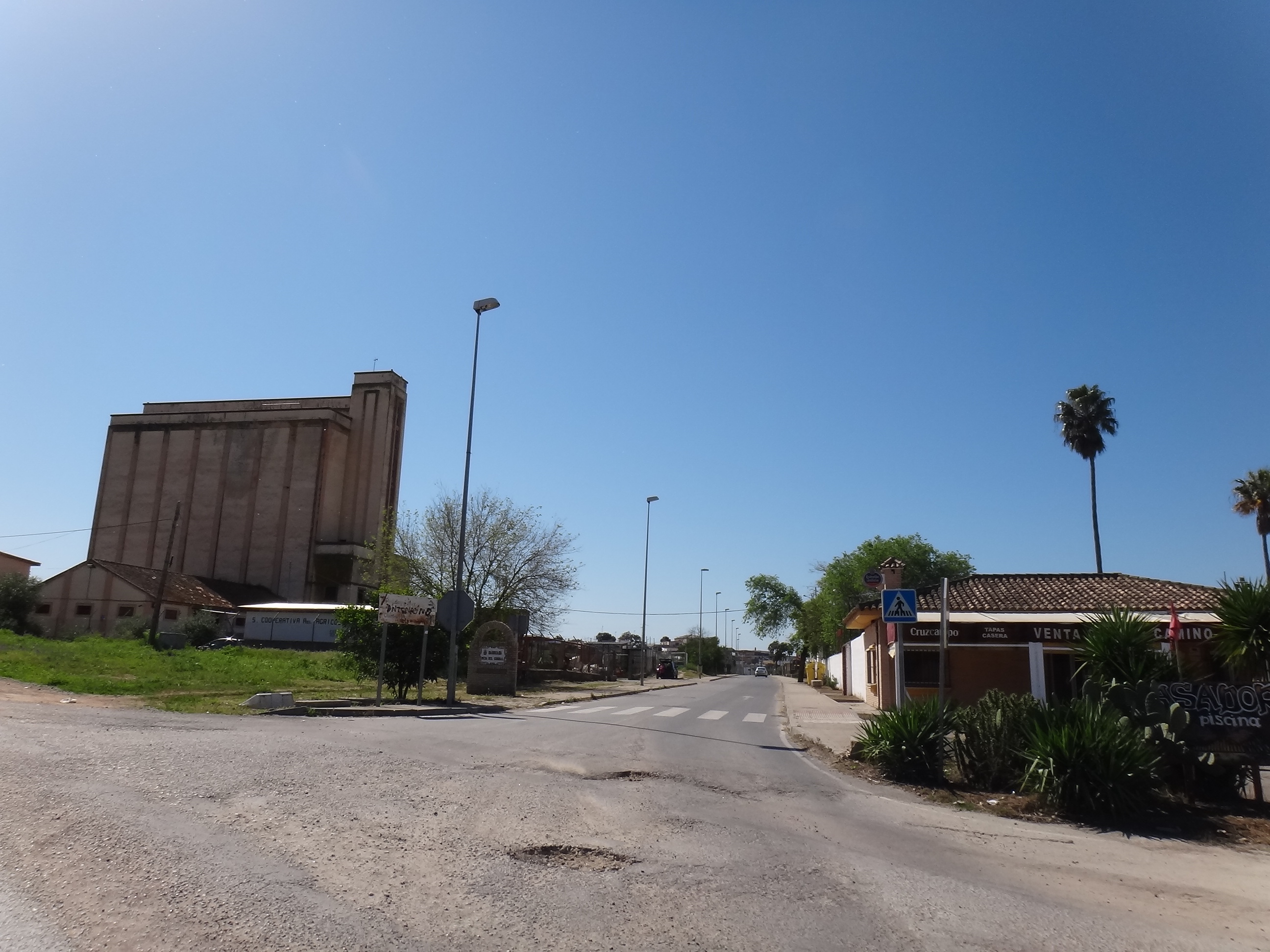
Entrada a la barriada

Mesas del Corral es una barriada rural localizada en el municipio de Jerez de la Frontera. Está situado en el área de la Campiña de Jerez, cerca de una cañada de La Barca de la Florida.
Esta barriada cuenta con el Centro Hípico "La Suara". Se encuentra en Calle Majoleto, 4, 11570 La Barca de la Florida, Cádiz. Este centro está en una ubicación muy privilegiada, y cuenta con 8000 m² de extensión. Tiene gran variedad de actividades como clases de equitación, rutas, paseos, etc. 